# Huis Schoonoord
Huis Schoonoord aan de Faas Eliaslaan is een rijksmonument in Baarn in de provincie Utrecht.
Het vroegere landgoed Schoonoord was vroeger zeer uitgebreid. Na de aanleg van de spoorlijn naar Amsterdam werden een aantal villaparken gebouwd in de omgeving van het station. Doordat de grondprijzen stegen werd het landgoed in 1902 verkaveld in kleinere stukken die vervolgens bebouwd werden.
De villa werd rond 1802 gebouwd voor de Amsterdamse koopman Reinhard Scherenberg. Deze eigenaar van de tapijtfabriek aan de Hoofdstraat had in Baarn ook de villa's Peking en Canton laten bouwen. In 1808 werd het 40 hectare grote Schoonoord verkocht aan de directeur van de tapijtfabriek, P.J. Saportas. Om het landgoed lag in die tijd een omwalling, tegen mogelijk overstromingsgevaar door de Eem en de Zuiderzee. De Zuiderzee was in die tijd goed te zien vanuit een in Chinese stijl gebouwde koepel op het terrein. Ook de oranjerie op Tromplaan 40 hoorde vroeger bij het landgoed.
In 1817 kwam Schoonoord in handen van Gerbrand Faas Elias uit het geslacht Faas Elias.
Het voorste deel van het huis is wit gepleisterd. Daarachter bevindt zich een achterhuis. De hoofdingang bevindt zich in de linkergevel van het achterhuis. Voor het huis staan leilinden.
Op het terrein bevindt zich een eigen draaibaar kuurhuisje dat gebruikt werd door tbc-patiënten. Achter in de tuin staan twee tuinhuisjes uit eind negentiende eeuw.